# Pascoal Mocumbi
Pascoal Mocumbi   (Distrito Urbano de Nlhamankulu, 10 d'abril de 1941 - 25 de març de 2023) fou un metge i polític moçambiquès, Primer Ministre de Moçambic de 1994 a 2004.

## Educació
És fill de Manuel Mocumbi Malume i Leta Alson Cuhle. Va iniciar els estudis a la Missão de Mocumbi, districte d'Inharrime, província d'Inhambane, Àfrica Oriental Portuguesa, on va completar l'escola primària en 1952. Va assistir a l'escola secundària al Liceu Salazar de Lourenço Marques (actual Maputo) entre 1953 i 1960. Des de finals de la dècada de 1950, Mocumbi era un membre de la junta del Núcleo de Estudantes Secundários Africanos de Moçambique (NESAM).
El 1961 va ser membre fundador de la União Nacional dos Estudantes Moçambicanos (UNEMO) i, successivament, secretari general i vicepresident d'aquesta organització estudiantil. Després d'haver marxat a Lisboa, el 1960 i 1961 s'hi va inscriure a la Facultat de Medicina de la Universitat de Lisboa. Posteriorment, va abandonar Portugal per raons polítiques, i es va inscriure a la Universitat de Poitiers a França, on va romandre fins a 1963.
En 1962 Mocumbi participà en la creació del Frente de Libertação de Moçambique (FRELIMO) a Tanzània, i en l'elaboració dels seus estatuts, programa i resolucions. En 1963, per la causa nacionalista, va interrompre els seus estudis i va anar a Tanzània, on va ser designat membre del Comitè Central del FRELIMO i va dirigir el Departament d'Informació i Propaganda del FRELIMO. De 1965 a 1967 va ser representant permanent del FRELIMO a Algèria.

## Graduació
En 1967 Mocumbi va reprendre els seus estudis a la Universitat de Lausana, Suïssa, on es va graduar com a metge el 1973. Durant els seus estudis de medicina va rebre formació en infermeria a l'Hospital Universitari Cantonal, cosa que li va permetre treballar com a infermer i continuar els seus estudis.
Després de concloure els estudis, va treballar a Suïssa, com per ajudar a metge a l'Hospital de Saint Loup, 1973 a 1975, havent passat el seu internat (cirurgia, obstetrícia, medicina i pediatria). Té un Diploma en Planificació Sanitària obtingut a Dakar, Senegal, el 1975.

## Carrera mèdica
Després d'haver tornat a Moçambic va assumir les responsabilitats del metge en la secció d'obstetrícia i ginecologia de l'Hospital Central de Maputo, al mateix temps va ser director de l'Hospital José Macamo, de 1975 a 1976; ginecoobstetra de l'Hospital Central de Beira, Metge Cap Provincial i Director Provincial de Salut de Sofala, 1976-1980.
Durant la seva carrera, va participar, en la qualitat de Coordinador de la Base Nacional a Beira, de la Campanya Nacional de Vacunació, que va culminar amb la qualificació de Moçambic per a l'erradicació del xarampió. Entre 1976 i 1979, va participar en l'elaboració de l'informe sobre la salut al món. OMS, 1978-79.

## Carrera política
Mocumbi va ser cridat a formar part del Govern de la República de Moçambic el 1980, assumint el càrrec de Ministre de Salut fins a 1987. Dedicà un especial interès per a la salut maternoinfantil, creant el curs de nivell bàsic de salut maternoinfantil per a infermeres. També va participar en la creació i la formació de tècnics en cirurgia, un fet que ha contribuït a millorar el servei d'urgències obstètriques, així com de les urgències quirúrgiques. Va ser coautor de publicacions com ara "Obstetrícia Práctica", de 1987, i "As intervencións en Obstetrícia", de 1992.
El 1987 Mocumbi va assumir el càrrec de Ministre dels Afers Exteriors, càrrec en el qual va romandre fins a 1994. Com a titular de la diplomàcia va contribuir eb la neutralització dels factors externs de la desestabilització i la normalització de les relacions de Moçambic amb Occident, en el procés de pau, llavors en curs al país. Va donar una contribució especial a la coordinació dels esforços del Govern per a la reconstrucció, el control de la inflació i el creixement econòmic, entre 1994 i 1999.
Mocumbi va deixar el càrrec al febrer de 2004 en una remodelació del Govern. És membre fundador del FRELIMO i de l'Associació de Veterans d'Alliberament Nacional. També és membre de l'Associação Moçambicana de Saude Pública (AMOSAPU), de l'Associação Moçambicana da Defensa da Familia (AMODEFA) ade l'Associació de Combatents de la lluita d'Alliberament Nacional (ACLLN).

## Vida després de la política
Mocumbi té un interès especial en l'Organització Mundial de la Salut i la SIDA. És un ferm partidari de la Iniciativa contra la Malària d'Àfrica del Sud posada en marxa a Pretòria, Sud-àfrica, pel ministre sud-africà de ciència i la tecnologia Mosibudi Mangena. La iniciativa posa l'accent en la necessitat d'una àmplia col·laboració per posar en marxa un atac contra la pobresa i la mala salut per aturar la propagació de la malaltia. La Iniciativa contra la Malària de Sud-àfrica es va iniciar el 2005 pel Centre Africà de Tecnologies Genètiques, una joint venture entre les Universitats de Pretòria i Witwatersrand, així com el Consell d'Investigació Científica i Industrial (CSIR), l'única organització d'investigació gran d'Àfrica.
Entre 2004 i 2013, Mocumbi va servir com a Alt Representant dels països europeus i en desenvolupament sobre assaigs clínics (EDCTP).

## Altres activitats
- Coalició Internacional de Salut de la Dona (IWHC), Membre de la Junta (des de 1995)
- Associació Mèdica de Moçambic, Membre (des de 1993)
- Medicines for Malaria Venture (MVV), Membre del Consell d'Administració (1999-2010)[7]
- Grups de Treball de l'OMS sobre la Salut i el Desenvolupament (1990-1999)

## Reconeixements
Mocumbi va ser guardonat, a nivell nacional, amb les medalles de "20 Anos da FRELIMO", "Veterano da Luta de Libertação Nacional", i a l'estranger, amb altres honors com l'Orde de la Creu del Sud del Brasil, el 1992 i la Grau Creu de l'Orde de Bernardo O'Higgins de Xile, en 1993. En 2014 va rebre del govern espanyol l'Orde d'Isabel la Catòlica.

## Vida personal
Mocumbi està casat amb Adelina Isabel Bernardino Paindane Mocumbi i és pare de sis fills. És Presbiterià i parla cicopi, Citsonga, portuguès, francès, i anglès.